# Aousserd (plaats)
Aousserd is de hoofdplaats van de Marokkaanse prefectuur Aousserd. Het is gelegen aan de N3, die van Dakhla naar de grens met Mauritanië loopt.
In 2004 telde Aousserd 5832 inwoners, er waren 225 huishoudens.
Het aantal huizen en andere gebouwen is vrij laag omdat veel bewoners, Bedoeïenen of Sahrawi, er een nomadische leefstijl op nahouden. Ze verblijven slechts tijdelijk in de stad, op doorreis, en leven in tenten. 

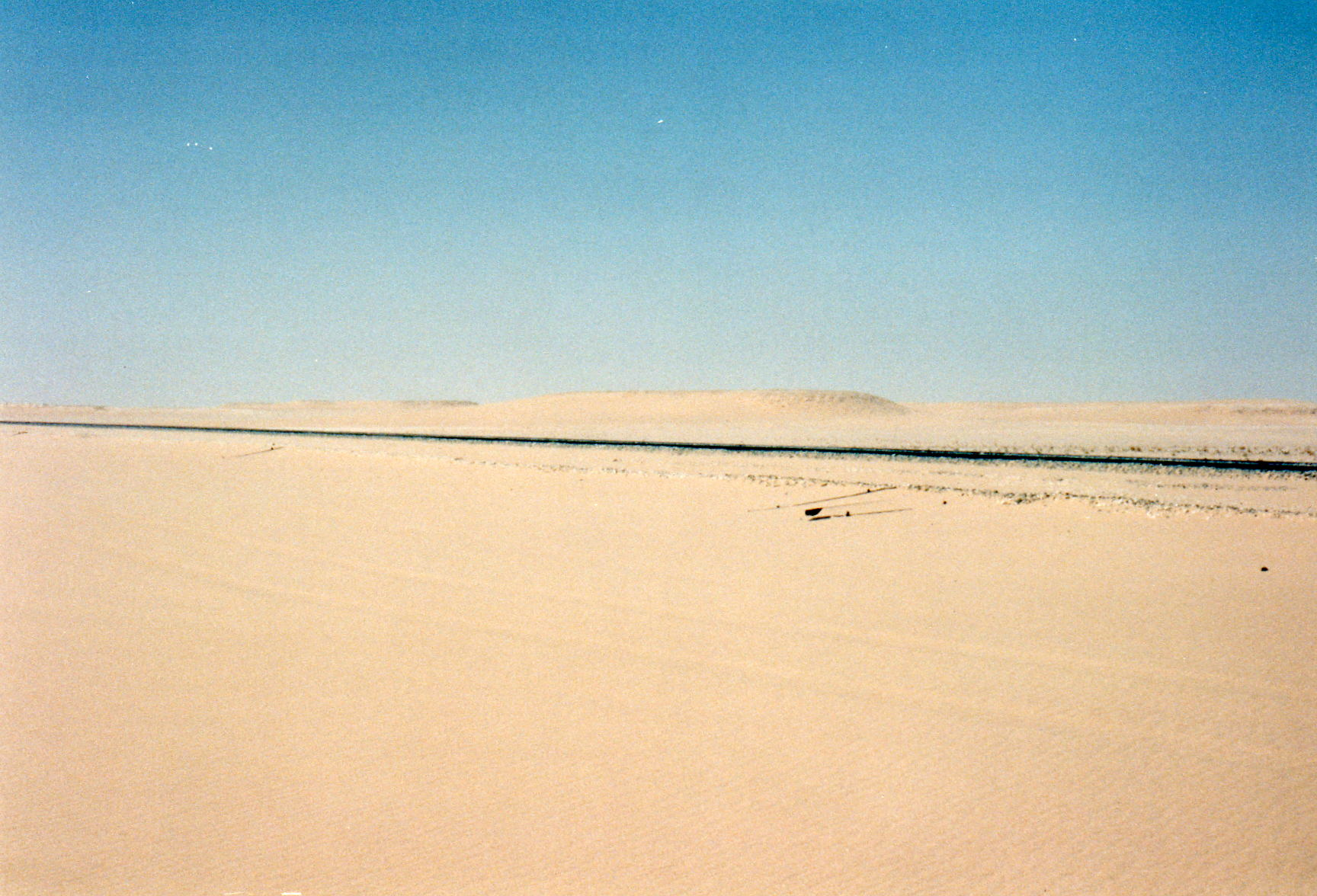
Route van Aousserd naar de grens met Mauritanië